# 옥토패스 트래블러 II
《옥토패스 트래블러 II》는 스퀘어 에닉스와 어콰이어가 개발하고 스퀘어 에닉스가 배급한 2023년 롤플레잉 비디오 게임이다. 2018년 게임 《옥토패스 트레블러》의 후속작으로 전작과 분리된 새로운 세계관과 출연진이 등장한다.
2023년 2월 24일, 닌텐도 스위치, 플레이스테이션 4, 플레이스테이션 5 및 마이크로소프트 윈도우로 전세계에 동시출시됐다.

## 반응
《옥토패스 트래블러 II》는 리뷰 애그리게이터 웹사이트 메타크리틱에서 "대체적으로 긍정적인 평가"를 기록했다.

## 참조

### 주해
1. ↑  영어: Octopath Traveler II